# Дюрр, Франсуаза
Франсуа́за Дюрр (фр. Françoise Dürr, в замужестве Бра́унинг; р. 25 декабря 1942, Алжир) — французская теннисистка и теннисный тренер.
- Победительница чемпионата Франции (1967) в одиночном разряде
- Победительница 12 турниров Большого шлема в женском и смешанном парном разряде.
- Одна из основательниц женского профессионального тура в 1968 году
- Капитан сборных Германии и Франции в Кубке Федерации.
- Член Международного зала теннисной славы с 2003 года.

## Общая информация
Франсуаза Дюрр родилась в 1942 году в Алжире, где её отец в это время служил во французских ВВС. Отец погиб в 1945 году, когда Франсуазе (которую друзья называли Фрэнки) было три года. В 13 лет, во время революции в Алжире, она с матерью, братом и сестрой перебралась в Париж.
В 1975 году Дюрр, чья игровая карьера близилась к завершению, вышла замуж за американского теннисиста Бойда Браунинга и переехала в Финикс (Аризона). Там она прожила с мужем десять лет, после чего вернулась во Францию, где поселилась в пригороде Парижа Компьени. От Бойда Браунинга у Франсуазы двое детей — сын и дочь.
В 2003 году имя Франсуазы Дюрр было включено в списки Международного зала теннисной славы. В 2005 году она получила от Международной федерации тенниса (ITF) специальную награду, вручаемую за лучшее воплощение в жизнь идеалов и духа Кубка Федерации. В 2010 году Дюрр стала офицером ордена «За заслуги».

### Стиль игры
Франсуаза Дюрр отличалась нестандартной манерой игры. В детстве Франсуаза училась играть в теннис без тренера, отрабатывая удары у гаражной двери — с этого времени у неё осталась «неправильная» манера держать ракетку, с указательным пальцем, вытянутым вдоль ручки ракетки, как при ударе открытой, так и при ударе закрытой ракеткой. Её удары могли казаться слабыми и неэффективными, но она компенсировала недостаточную силу удара выносливостью, упорством, тактической изобретательностью и высокой точностью. Её коронным ударом была свеча у сетки.
Необычной была не только манера игры Дюрр, но и её поведение. В 70-е годы её сопровождала на корт её собака — эрдельтерьер Топспин, которая несла для неё ракетки. Во время одного из выступлений на Уимблдоне Франсуаза шокировала публику, сняв после разминки свитер — под ним оказалось платье бального типа с обнажённой спиной, которое создал для неё знаменитый теннисный модельер Тед Тинлинг.

## Карьера в спорте
Игровая карьера Дюрр включает любительский и профессиональный период. Пиком её выступлений в статусе теннисистки-любительницы стал чемпионат Франции 1967 года, когда она стала чемпионкой и в одиночном разряде (переиграв в четвертьфинале Марию Буэно, а в финале Лесли Тёрнер), и в женских парах. Её победа в одиночном разряде стала последней, одержанной французской теннисисткой на «Ролан Гаррос» до 2000 года, когда Открытый чемпионат Франции выиграла Мари Пьерс. В этом же году Дюрр выиграла также чемпионат Германии и стала полуфиналисткой чемпионата США.
В 1968 году Дюрр стала одним из пионеров женского профессионального тенниса, сформировав с Билли-Джин Кинг, Розмари Казалс и Энн Хейдон-Джонс первый женский профессиональный тур и присоединившись вместе с ними к профессиональной Национальной теннисной лиге. Позже, когда в 1971 году был основан профессиональный тур Virginia Slims, Дюрр стала одним из первых его игроков.
На протяжении следующего десятилетия Фрэнки так и не сумела повторить свой успех 1967 года в одиночном разряде. В турнирах Большого шлема в этот период её лучшим результатом был выход в полуфинал на Уимблдоне в 1970 году, однако в менее престижных соревнованиях она представляла собой силу, с которой необходимо было считаться, и в 1971 году, выиграв за сезон пять турниров в одиночном разряде, заняла второе место в туре Virginia Slims по сумме призовых денег, уступив только Билли-Джин Кинг. Тем не менее основных успехов в эти годы Франсуаза достигла как парный игрок, выиграв десять турниров Большого шлема в женских и смешанных парах. В чемпионате Франции она завоёвывала титул в женском парном разряде ещё четыре года подряд, ещё дважды победив на Открытом чемпионате США; на Уимблдоне ей так и не удалось одержать победу в женских парах, но с 1968 года она пять раз играла в финале (ещё один уимблдонский финал она проиграла в 1965 году, до начала Открытой эры). Дюрр шесть раз подряд выходила в финал чемпионата Франции в смешанных парах (все шесть раз её партнёром был соотечественник Жан-Клод Барклай), выиграв три раза. Ещё два финала в миксте она провела на Уимблдоне (победа) и на Открытом чемпионате США (поражение).
Всего на протяжении карьеры с 1960 по 1979 год Франсуаза Дюрр выиграла 26 турниров в одиночном разряде (8 в статусе профессионала, включая Открытые чемпионаты Швейцарии и Канады и чемпионат США на грунтовых кортах в 1971 году) и 60 в женском парном разряде, оставив о себе память, как об одном из лидеров женского парного тенниса своего времени. Её суммарные результаты в турнирах Большого шлема включают 12 титулов (из них девять во Франции) и 15 поражений в финалах. С 1963 по 1979 год (с перерывами) она выступала за сборную Франции в Кубке Федерации, в общей сложности проведя за команду 27 матчей, выиграв в одиночном разряде 16 из 24 игр и в парном 15 из 24.
В 1993 году Дюрр, после окончания игровой карьеры бывшая, по собственным словам, «домохозяйкой, немного играющей в теннис», заняла должность технического директора по женскому теннису Федерации тенниса Франции и с 1993 по 1997 год возглавляла французскую сборную в Кубке Федерации в качестве капитана и тренера (совместно с Янником Ноа в 1997 году).

## Участие в финалах турниров Большого шлема за карьеру (27)

### Одиночный разряд (1)
Победа (1)
| Год  | Турнир            | Покрытие | Соперница в финале | Счёт в финале |
| ---- | ----------------- | -------- | ------------------ | ------------- |
| 1967 | Чемпионат Франции | Грунт    | Лесли Тёрнер       | 4-6, 6-3, 6-4 |

### Парный разряд (18)

#### Победы (7)
| Год  | Турнир                         | Покрытие | Партнёр          | Соперники в финале             | Счёт в финале |
| ---- | ------------------------------ | -------- | ---------------- | ------------------------------ | ------------- |
| 1967 | Чемпионат Франции              | Грунт    | Гейл Шеррифф     | Аннетт ван Зил Пат Уокден      | 6-2, 6-2      |
| 1968 | Чемпионат Франции (2)          | Грунт    | Энн Хейдон-Джонс | Розмари Казалс Билли-Джин Кинг | 7-5, 4-6, 6-4 |
| 1969 | Открытый чемпионат Франции (3) | Грунт    | Энн Хейдон-Джонс | Маргарет Корт Нэнси Ричи       | 6-0, 4-6, 7-5 |
| 1969 | Открытый чемпионат США         | Трава    | Дарлин Хард      | Маргарет Корт Вирджиния Уэйд   | 0-6, 6-3, 6-4 |
| 1970 | Открытый чемпионат Франции (4) | Грунт    | Гейл Шанфро      | Розмари Казалс Билли-Джин Кинг | 6-1, 3-6, 6-3 |
| 1971 | Открытый чемпионат Франции (5) | Грунт    | Гейл Шанфро      | Хелен Гурле Керри Харрис       | 6-4, 6-1      |
| 1972 | Открытый чемпионат США (2)     | Трава    | Бетти Стове      | Маргарет Корт Вирджиния Уэйд   | 6-3, 1-6, 6-3 |

#### Поражения (11)
| Год  | Турнир                         | Покрытие | Партнёр          | Соперники в финале             | Счёт в финале |
| ---- | ------------------------------ | -------- | ---------------- | ------------------------------ | ------------- |
| 1965 | Чемпионат Франции              | Грунт    | Жанин Льеффриг   | Маргарет Смит Лесли Тёрнер     | 3-6, 1-6      |
| 1965 | Уимблдонский турнир            | Трава    | Жанин Льеффриг   | Мария Буэно Билли-Джин Моффитт | 2-6, 5-7      |
| 1968 | Уимблдонский турнир (2)        | Трава    | Энн Хейдон-Джонс | Розмари Казалс Билли-Джин Кинг | 6-3, 4-6, 5-7 |
| 1970 | Уимблдонский турнир (3)        | Трава    | Вирджиния Уэйд   | Розмари Казалс Билли-Джин Кинг | 2-6, 3-6      |
| 1971 | Открытый чемпионат США         | Трава    | Гэйл Шанфро      | Розмари Казалс Джуди Тегарт    | 3-6, 3-6      |
| 1972 | Уимблдонский турнир (4)        | Трава    | Джуди Тегарт     | Билли-Джин Кинг Бетти Стове    | 2-6, 6-4, 3-6 |
| 1973 | Открытый чемпионат Франции (2) | Грунт    | Бетти Стове      | Маргарет Корт Вирджиния Уэйд   | 2-6, 3-6      |
| 1973 | Уимблдонский турнир (5)        | Трава    | Бетти Стове      | Розмари Казалс Билли-Джин Кинг | 1-6, 6-4, 5-7 |
| 1974 | Открытый чемпионат США (2)     | Трава    | Бетти Стове      | Розмари Казалс Билли-Джин Кинг | 6-7, 7-6, 4-6 |
| 1975 | Уимблдонский турнир (6)        | Трава    | Бетти Стове      | Энн Кийомура Кадзуко Савамацу  | 5-7, 6-1, 5-7 |
| 1979 | Открытый чемпионат Франции (3) | Грунт    | Вирджиния Уэйд   | Бетти Стове Венди Тёрнбулл     | 6-2, 5-7, 4-6 |

### Смешанный парный разряд (8)

#### Победы (4)
| Год  | Турнир                         | Покрытие | Партнёр          | Соперники в финале            | Счёт в финале |
| ---- | ------------------------------ | -------- | ---------------- | ----------------------------- | ------------- |
| 1968 | Чемпионат Франции              | Грунт    | Жан-Клод Барклай | Билли-Джин Кинг Оуэн Дэвидсон | 6-1, 6-4      |
| 1971 | Открытый чемпионат Франции (2) | Грунт    | Жан-Клод Барклай | Винни Шо Тоомас Лейус         | 6-2, 6-4      |
| 1973 | Открытый чемпионат Франции (3) | Грунт    | Жан-Клод Барклай | Бетти Стове Патрис Домингез   | 6-1, 6-4      |
| 1976 | Уимблдонский турнир            | Трава    | Тони Роч         | Розмари Казалс Дик Стоктон    | 6-3, 2-6, 7-5 |

#### Поражения (4)
| Год  | Турнир                         | Покрытие | Партнёр          | Соперники в финале              | Счёт в финале |
| ---- | ------------------------------ | -------- | ---------------- | ------------------------------- | ------------- |
| 1969 | Открытый чемпионат Франции     | Грунт    | Жан-Клод Барклай | Маргарет Смит-Корт Марти Риссен | 3-6, 2-6      |
| 1969 | Открытый чемпионат США         | Трава    | Деннис Ралстон   | Маргарет Смит-Корт Марти Риссен | 4-6, 5-7      |
| 1970 | Открытый чемпионат Франции (2) | Грунт    | Жан-Клод Барклай | Билли-Джин Кинг Боб Хьюитт      | 6-3, 4-6, 2-6 |
| 1972 | Открытый чемпионат Франции (3) | Грунт    | Жан-Клод Барклай | Ивонн Гулагонг Ким Уорик        | 2-6, 4-6      |

## Награды
- Кавалер ордена Почётного легиона (13 июля 2023 года)[10]
- Офицер ордена «За заслуги» (13 ноября 2009 года)[11]